# 与願印

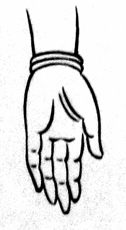
与願印

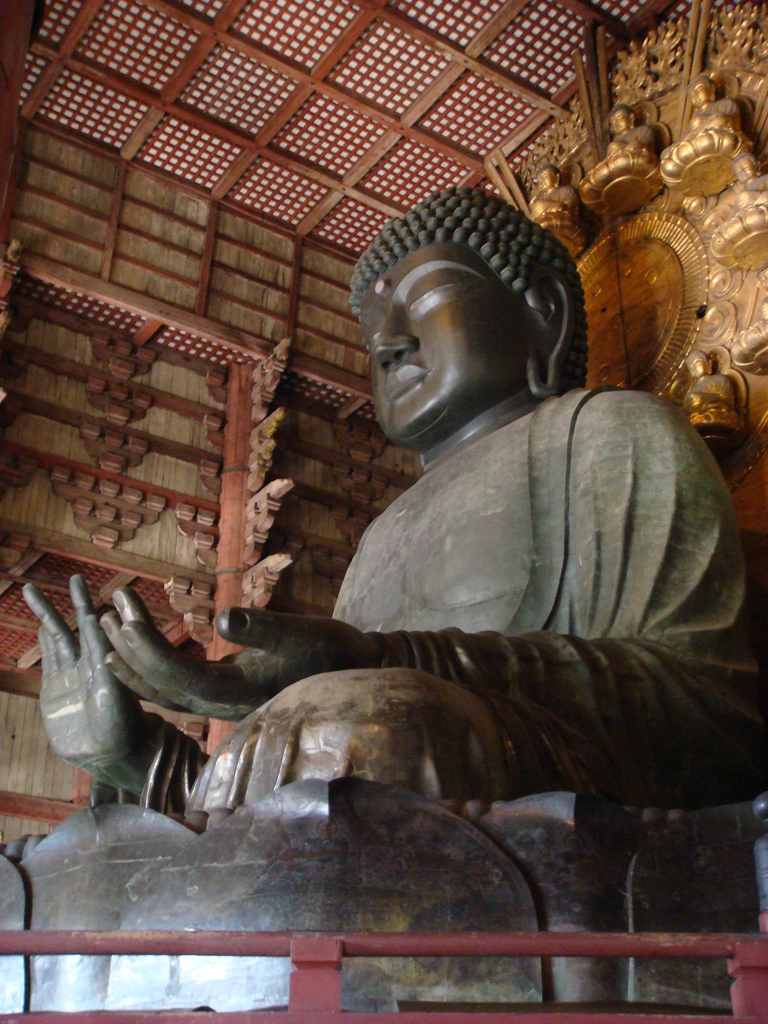
東大寺盧舎那仏像（右手は施無畏印を結ぶ）

与願印（よがんいん、梵: varada mudrā）は、願いの実現を意味する印相である。施願印、施与印とも呼ばれる。恐怖の払拭を象徴する施無畏印とともに用いられることも多く、釈迦如来像などに見られる。

## 概要
相手に物を与える仕草を模したもので、仏が衆生の願いを実現することを象徴する。五指を伸ばし、手を下げ、手の平を前に向ける。座像などでは手の平を上に向ける場合もあるが、その場合も指先側を下げるように傾けて相手に手の平が見えるようにする。

## ギャラリー
- 宝生如来像（蓮華院誕生寺）
- 観音菩薩像（東京国立博物館）
- 多羅菩薩像（大英博物館）
- 菩薩像